# 대한민국 형사소송법 제316조
대한민국 형사소송법 제316조는 전문의 진술에 대한 형사소송법의 조문이다.
[본조신설 2007.6.1.]

## 조문
제316조(전문의 진술) ① 피고인이 아닌 자(공소제기 전에 피고인을 피의자로 조사하였거나 그 조사에 참여하였던 자를 포함한다. 이하 이 조에서 같다)의 공판준비 또는 공판기일에서의 진술이 피고인의 진술을 그 내용으로 하는 것인 때에는 그 진술이 특히 신빙할 수 있는 상태하에서 행하여졌음이 증명된 때에 한하여 이를 증거로 할 수 있다.  <개정 2007.6.1.>
②피고인 아닌 자의 공판준비 또는 공판기일에서의 진술이 피고인 아닌 타인의 진술을 그 내용으로 하는 것인 때에는 원진술자가 사망, 질병, 외국거주, 소재불명 그 밖에 이에 준하는 사유로 인하여 진술할 수 없고, 그 진술이 특히 신빙할 수 있는 상태하에서 행하여졌음이 증명된 때에 한하여 이를 증거로 할 수 있다.  <개정 1995.12.29., 2007.6.1.>
[전문개정 1961.9.1.]

## 비교 조문
제804조 전문법칙의 예외: 원진술자가 증언할 수 없는 때(a) 증언 불가능의 정의: '증인으로서의 진술 불가능'은 다음의 상황을 포함한다.
(1) 원진술자가 자신의 진술 내용에 대한 증언을 거부할 수 있는 특권이 있음을 이유로 법원의 결정에 의하여 증언에서 면제된 때
(2) 원진술자가 법원의 명령에도 불구하고 자신의 진술 내용에 대한 증언을 거부하는 때
(3) 원진술자가 자신의 증언 내용을 기억할 수 없다고 증언하는 때
(4) 원진술자가 사망 또는 당시에 존재하는 신체적, 정신적 질병 등으로 인하여 법정에 출석할 수 없거나 증언할 수 없는 때
(5) 원진술자가 법정에 출석하지 않고 원진술자의 진술을 증거로 신청한 자가 소송상의 절차나 그 외 합리적인 수단에 의하여 원진술자의 출석(또는 아래 (b)(2)(3)(4)에 의한 전문법칙의 예외에 해당하는 경우, 원진술자의 출석이나 증언)을 확보할 수 없는 때.
증언 면제, 증언 거부, 기억 없음의 주장, 불능 상태 또는 불출석 등의 사유가 법정의 진술을 증거로 제출하려는 자가 증인의 출석이나 증언을 저지할 목적으로 한 행위 또는 부정한 행위로 초래된 때에는 원진술자가 증언할 수 없는 때에 해당하지 아니한다.

미국연방증거법 제807조 포괄적 예외
제803조와 제804조의 개별 규정에 해당하지는 않더라도 그 조항에 의하여 인정되는 정도로 신용성의 정황적 보장이 있는 진술은, 법원이 (1) 진술이 중요한 사실에 대한 증거로 제출되고, (2) 진술이 그것이 증명하려는 쟁점에 대하여 증거 신청자가 합리적인 노력을 통하여 획득할 수 있는 다른 증거들보다 더 증거적 가치가 있고, (C)진술을 증거로 허용하는 것이 이 법규정들의 일반적 목적과 정의의 이익에 잘 부합한다고 인정하는 때에는 전문법칙에 의하여 배제되지 아니한다. 다만, 증거 제출자는 공판기일 또는 공판전 심문기일로부터 충분한 기간 전에 그 진술에 상대방이 대응할 준비를 할 수 있는 공정한 기회를 가지도록 상대방에게 이 진술을 제출하여는 의도, 원진술자의 성명 및 주소를 포함한 진술의 세부 내용을 고지하지 않는 한 이를 증거로 사용할 수 없다.

## 참고 문헌
- 손동권 신이철, 새로운 형사소송법(초판, 2013), 세창, 2013. ISBN 9788984114081
- 아서 베스트, 미국증거법 사례와 해설.  탐구사, 2009년 06월 05일
- 임웅, 도규엽. (2011). 개정 형사소송법 제316조에 대한 고찰 - 조사자 증언제도를 중심으로-. 성균관법학, 23(2), 211-235.
- 김희균, 한윤선. (2021). 형사소송법 제316조 제1항의 해석론상 문제점 검토. 서울법학, 28(4), 227-258.
- 김현. "형사소송법 제316조 제1항의 특별히 신빙할 수 있는 상태에 관하여." 국내석사학위논문 서울시립대학교 일반대학원, 2022.

## 같이 보기
- 전문증거